# آنکسا کارا
آنکسا کارا (فرانسوی: Anksa Kara‎؛ زاده ۲۴ مارس ۱۹۸۵) یک بازیگر پورنوگرافی اهل فرانسه است.